# Логопром — Борский перевоз
Логопром — Борский Перевоз — российская частная компания, осуществлявшая в 2008—2014 годах круглогодичные речные пассажирские перевозки с применением скоростных судов на воздушной подушке.

## Участие в регатах
В сентябре 2009 года судно на воздушной подушке «Яков Сиверс» совершило тестовый переход по маршруту Нижний Новгород — Великий Новгород для участия в праздничных мероприятиях по случаю 1150-летия великого города. За восемь дней СВП прошло более 3000 км водных путей с тринадцатью шлюзами (2 в Нижнем Новгороде, по одному в Рыбинске, Шексне, 6 шлюзов Волго-Балтийской водной системы, 2 шлюза на реке Свирь и последний — на реке Волхов).. Судно двигалось со средней скоростью 50 км/ч, на отдельных участках разгоняясь до 75 км/час (в частности, при прохождении Рыбинского, Шекснинского водохранилищ, Онежского озера, Ладожского озера).

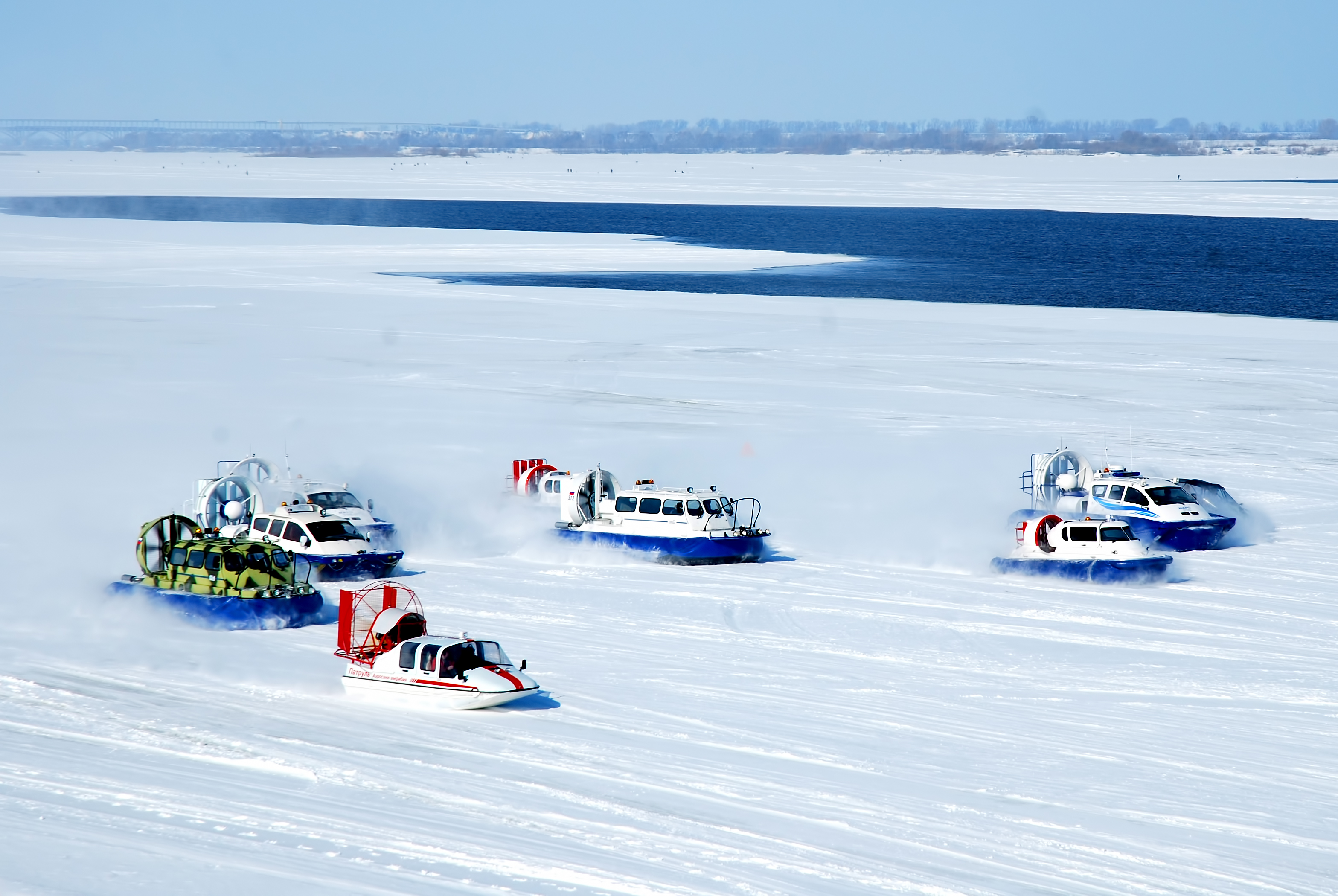
IV Всероссийская Регата судов на воздушной подушке в Нижнем Новгороде ВолгаХоверШоу-2012

В 2009 году компания инициировала уникальное спортивное мероприятие — всероссийскую Регату судов на воздушных подушках — ВолгаХоверШоу. Первая регата состоялась 27 февраля 2009 года в акватории Волги у подножия Чкаловской лестницы. В ней принимали участие команды из Нижнего Новгорода и других городов Приволжского округа на амфибийных катерах как промышленной сборки («Хивус», «Марс-2000», «Марс-700», «Стрекоза», «Пегас»), так и самодельной. Мероприятия прошло успешно и по его завершении было решено придать регате статус ежегодного мероприятия. В дальнейшем регата проводилась в 2010, 2011 и 2012.

## Технические характеристики судов
На маршрутах использовались катера, разработанные и изготовленные отечественным производителем, под техническим надзором ФАУ «Российский Речной Регистр».
| Тип судна   | Водоизмещение | Пассажировместимость | Максимальная скорость | Дальность хода | Размеры, LxBxH      |
| ----------- | ------------- | -------------------- | --------------------- | -------------- | ------------------- |
| «Хивус-10»  | 1,67 т        | 9 человек            | 60 км/ч               | до 300 км      | 7,55x3,3 (2,5)x2,55 |
| «Марс-2000» | 5,9 т         | 18 человек           | 65 км/ч               | до 500 км      | 12x4,9x3,2          |
| «Хивус-48»  | 16 т          | 48 человек           | 70 км/ч               | до 400 км      | 18,5x8x4,14         |

## Маршруты

### Александровский сад (причал Логопром-Борский перевоз) — микрорайон Юг (пристань Южная)

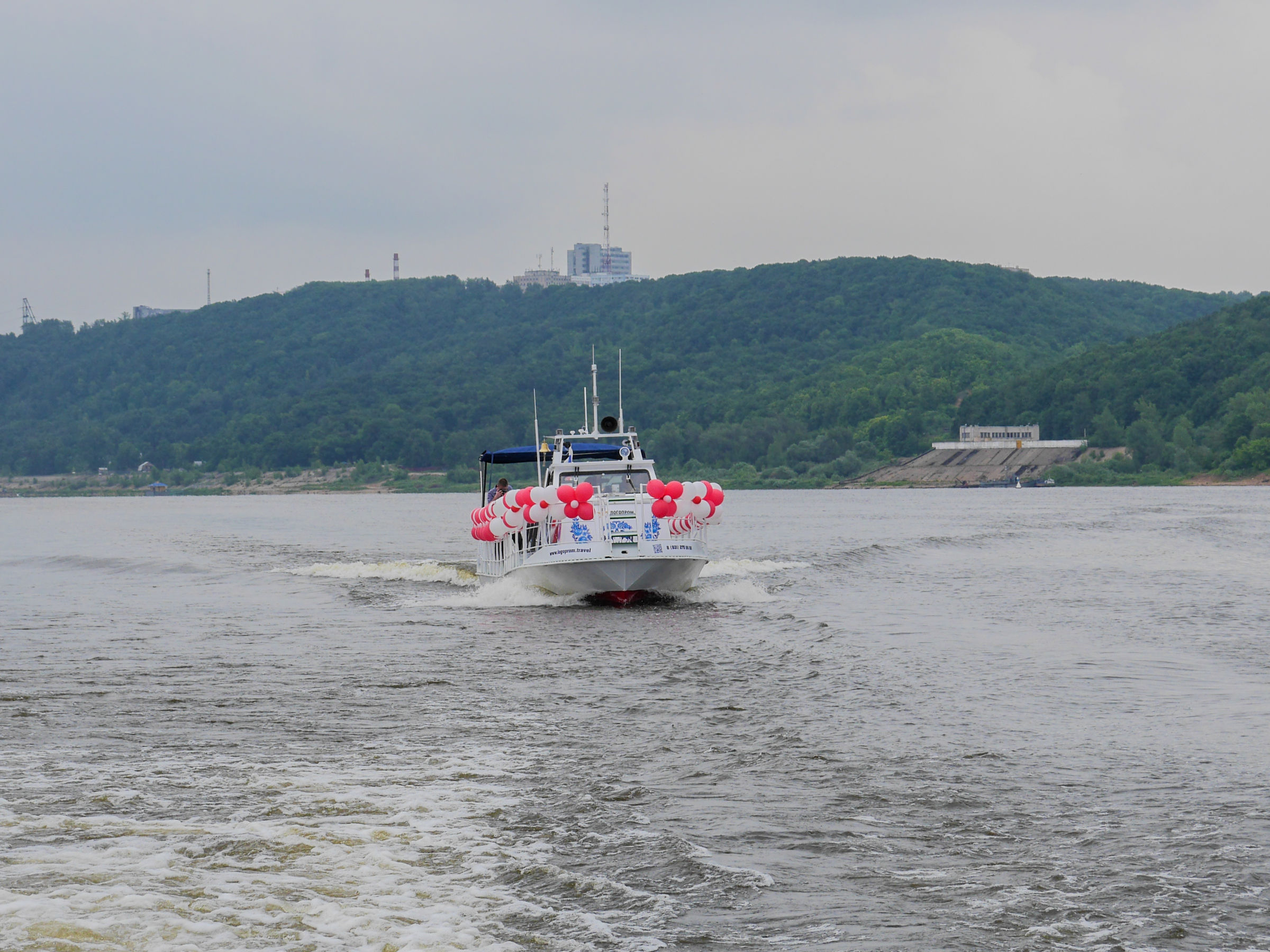

С 11 июня 2014 по 15 сентября 2014 года компания Логопром - Борский перевоз принимала участие в пилотном проекте первого городского регулярного речного маршрута по рекам Волге и Оке в Нижнем Новгороде. Регулярная линия Александровский сад — микрорайон Юг (пристань Южная) была открыта при содействии Администрации Нижнего Новгорода и связала Автозаводский район с центром города. На пассажироперевозках были задействованы водомётные катера представительского класса КС. Расстояние длиной в 20 км суда преодолевают за 40-50 минут.. В течение трех месяцев судами были перевезены около 12,5 тысяч пассажиров. Маршрут был создан совместно с администрацией Нижнего Новгорода и являлся дотационным. Решение об открытии маршрута в 2015 году городскими властями принято не было. С 2015 года линия закрыта.

### Нижний Новгород — Бор
Первая скоростная речная СВП-переправа под брэндом Речной экспресс «Звезда» была открыта в августе 2008 года между г. Нижним Новгородом и г. Бором как альтернативный вид пассажирских перевозок в дополнение к существующим железнодорожным и автобусным маршрутам В связи с высокой концентрацией автомобильного транспорта на данном участке трассы P159 и низкой пропускной способностью Борского моста, поездка на автобусе занимала до 3 часов.
Маршрут закрыт в 2012 году.

### Мещерское озеро — Александровский сад
В мае 2010 года в Нижнем Новгороде была открыта скоростная переправа от улицы Акимова (микрорайон «Мещерское озеро») до причала около Александровского сада (Нижегородский район). Для перевозки пассажиров были подготовлены два 48-местных судна на воздушной подушке, названных в честь видных российских деятелей «Августина Бетанкура» и «Якова Сиверса».
Необходимость появления данного водного маршрута возникла в связи с перераспределением транспортных потоков, связанным с закрытием Канавинского моста.
Однако, в связи с недостаточным спросом, переправа была закрыта через месяц.

### Андреевское — Лыткарино

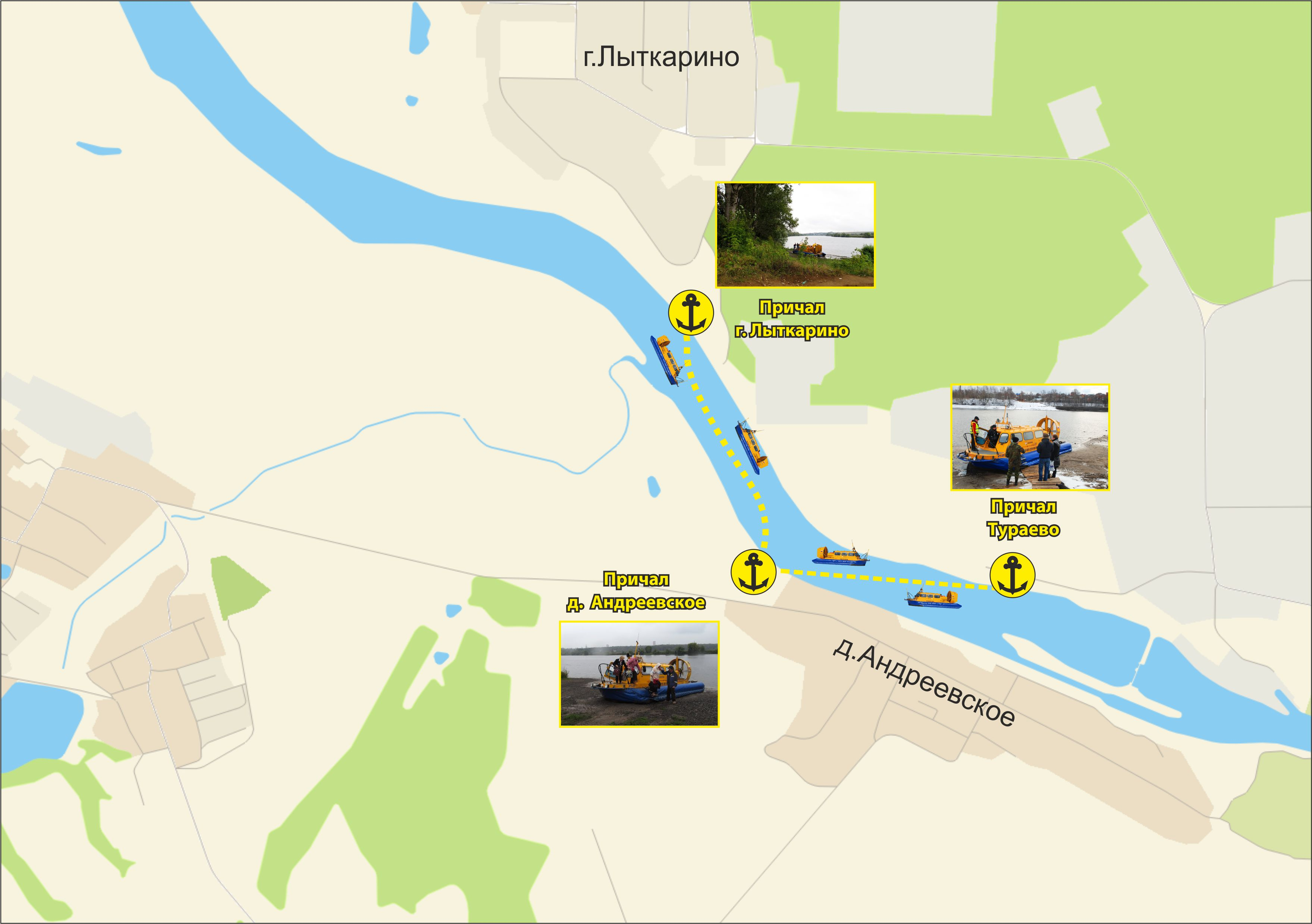
Схема маршрута Андреевское — Лыткарино

Переправа через Москву-реку между деревней Андреевское и городом Лыткарино работала в регулярном режиме с 2011 года по 31 декабря 2014 года.. Необходимость в организации маршрута на данном участке была вызвана закрытием на ремонт Андреевского гидроузла, который служил жителям населённых пунктов Андреевское, Молоково, Орлово, Титово, Нижнее Мячково переходом на другой берег реки. Работники промзон Тураево и Лыткарино, учащиеся школ города, пенсионеры — до 250 человек ежедневно пользовались этим переходом.. С момента открытия переправы амфибийные суда перевезли более 110 000 человек. Маршрут был закрыт с 1 января 2015 года по причине убыточности.

## Настоящее время и перспективы
Пассажирские перевозки пользовались большой популярностью у жителей и гостей Нижнего Новгорода и Бора. До запуска Нижегородской канатной дороги ежедневно перевозились тысячи пассажиров.
В настоящее время компания «Логопром-Борский перевоз» не осуществляет регулярные пассажирские перевозки. В 2018 году совместно с администрацией города Архангельска прорабатывался вопрос о возможности использования СВП «Хивус-48» и «Хивус-10» в межсезонную навигацию.

## Галерея

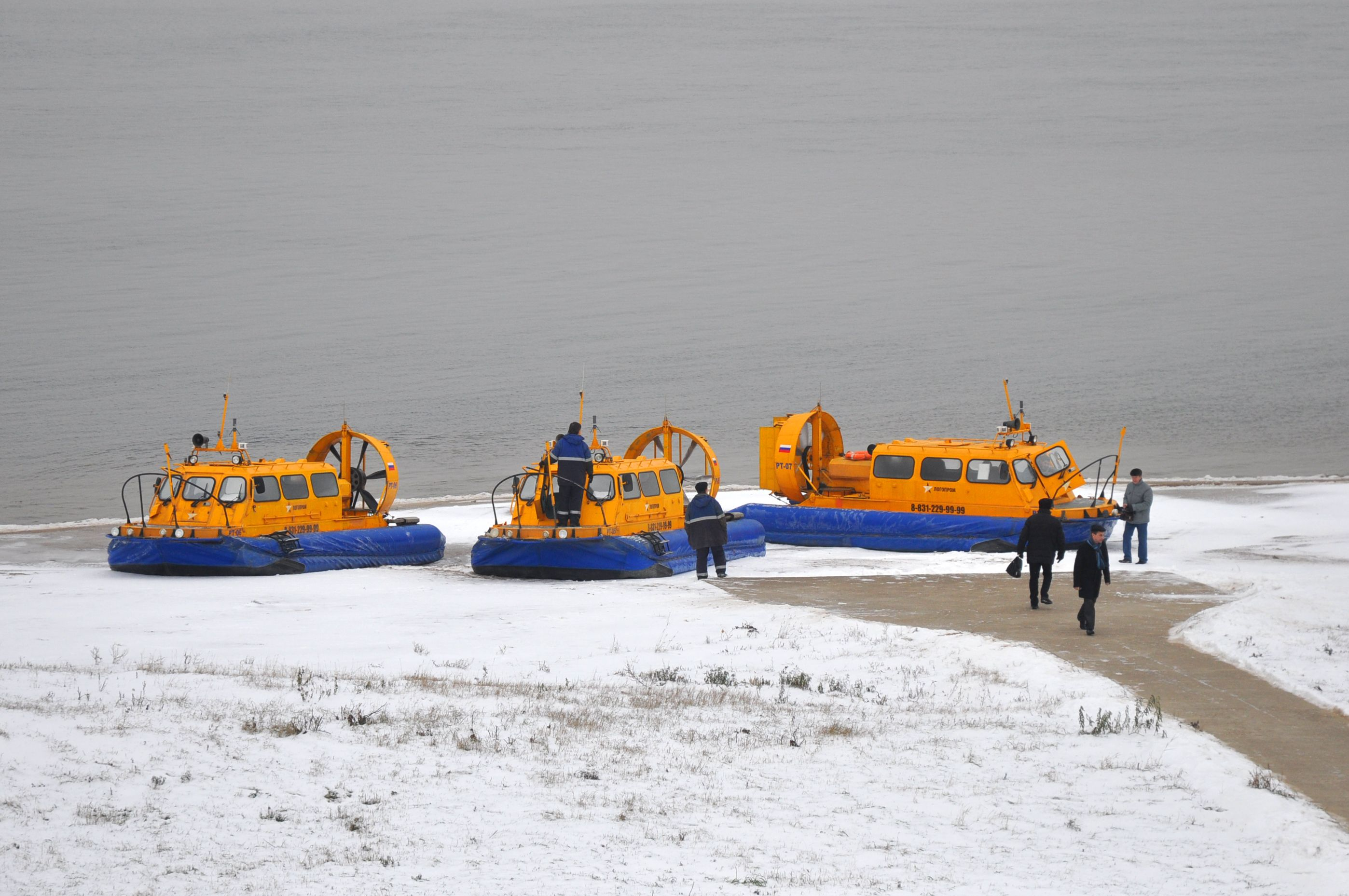
СВП Хивус-10 на нижегородском причале компании
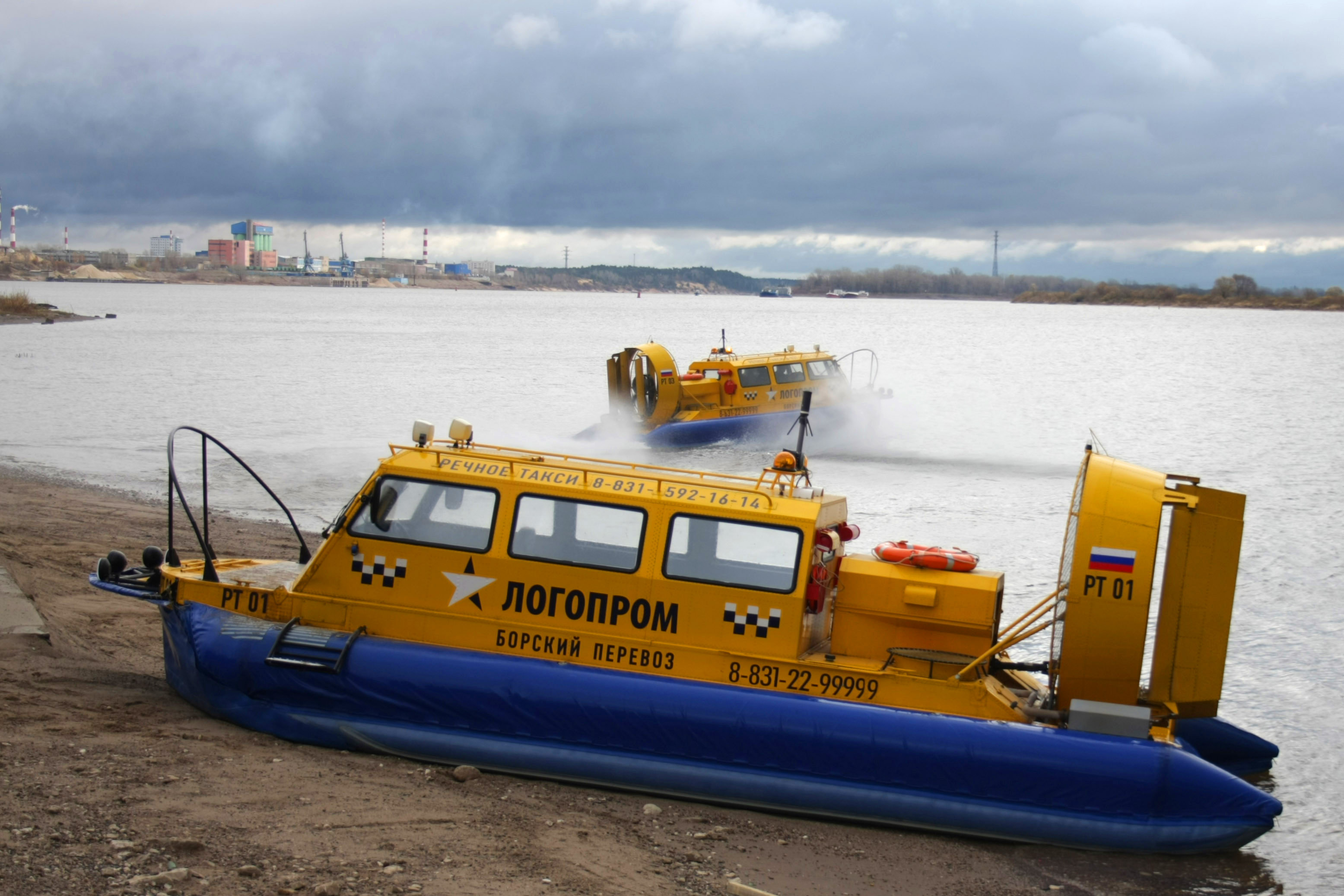
СВП Хивус-10 на борском причале компании
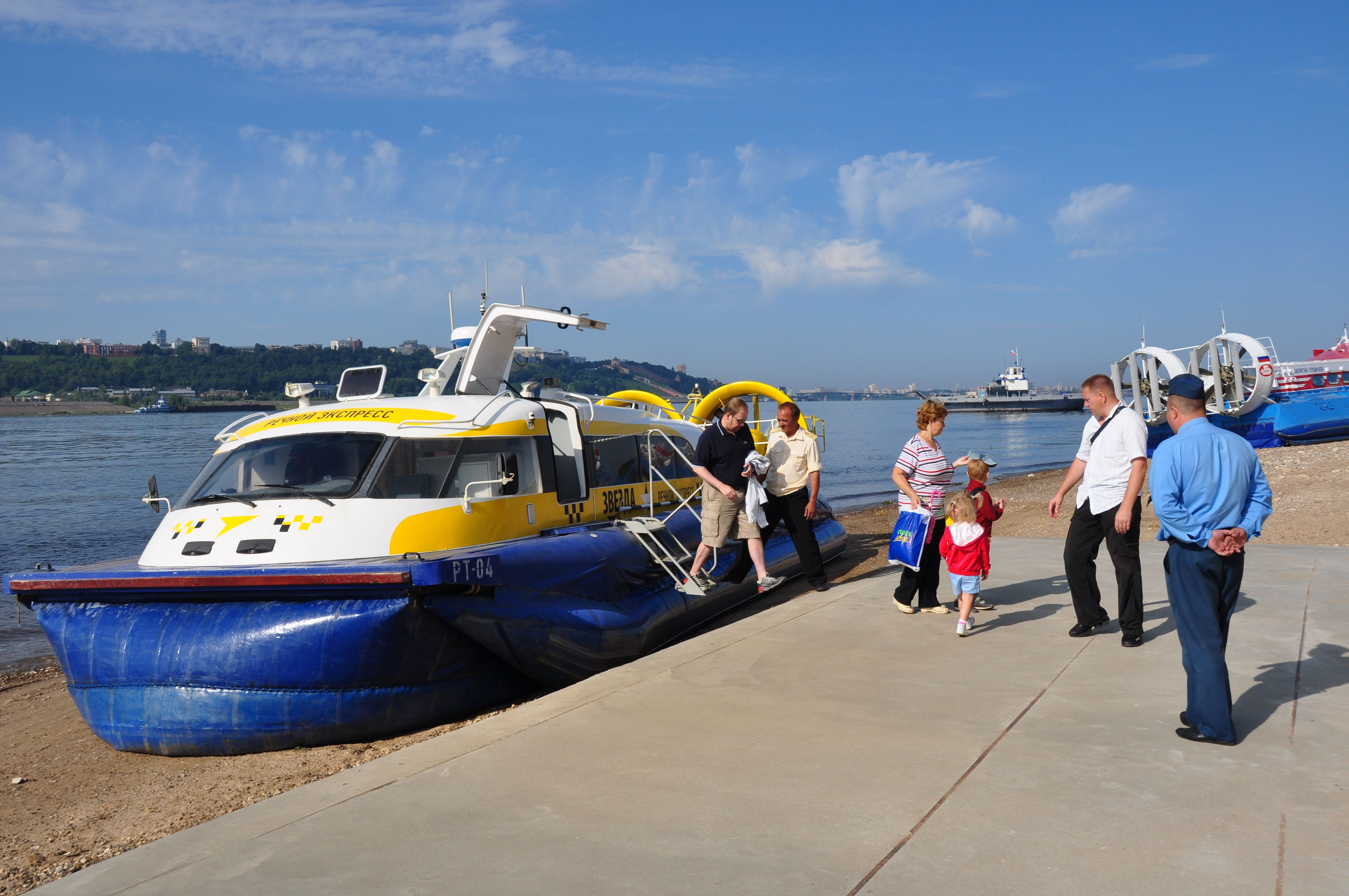
СВП Марс-2000 высаживает пассажиров на причале г. Бор
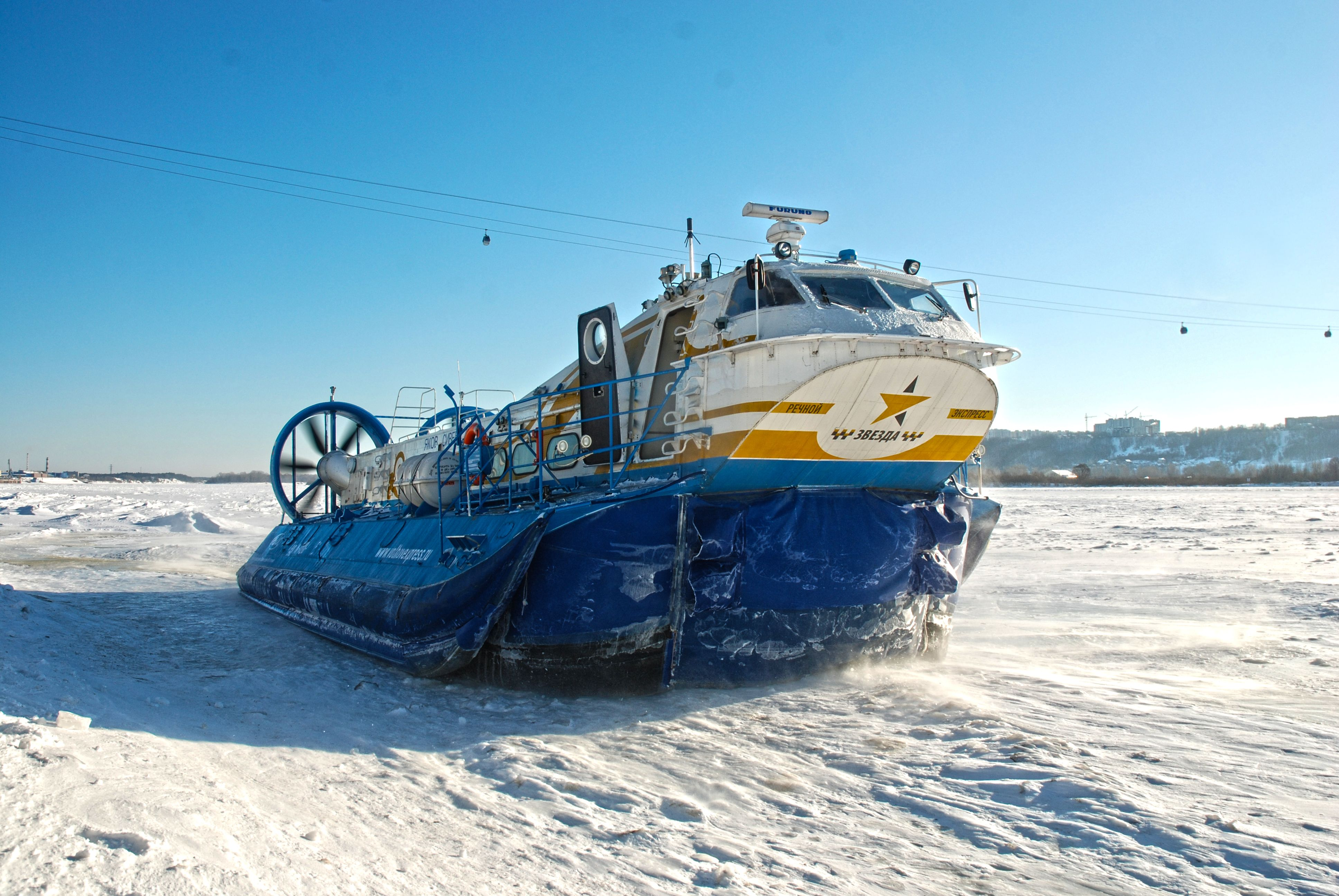
СВП А48 зимой.
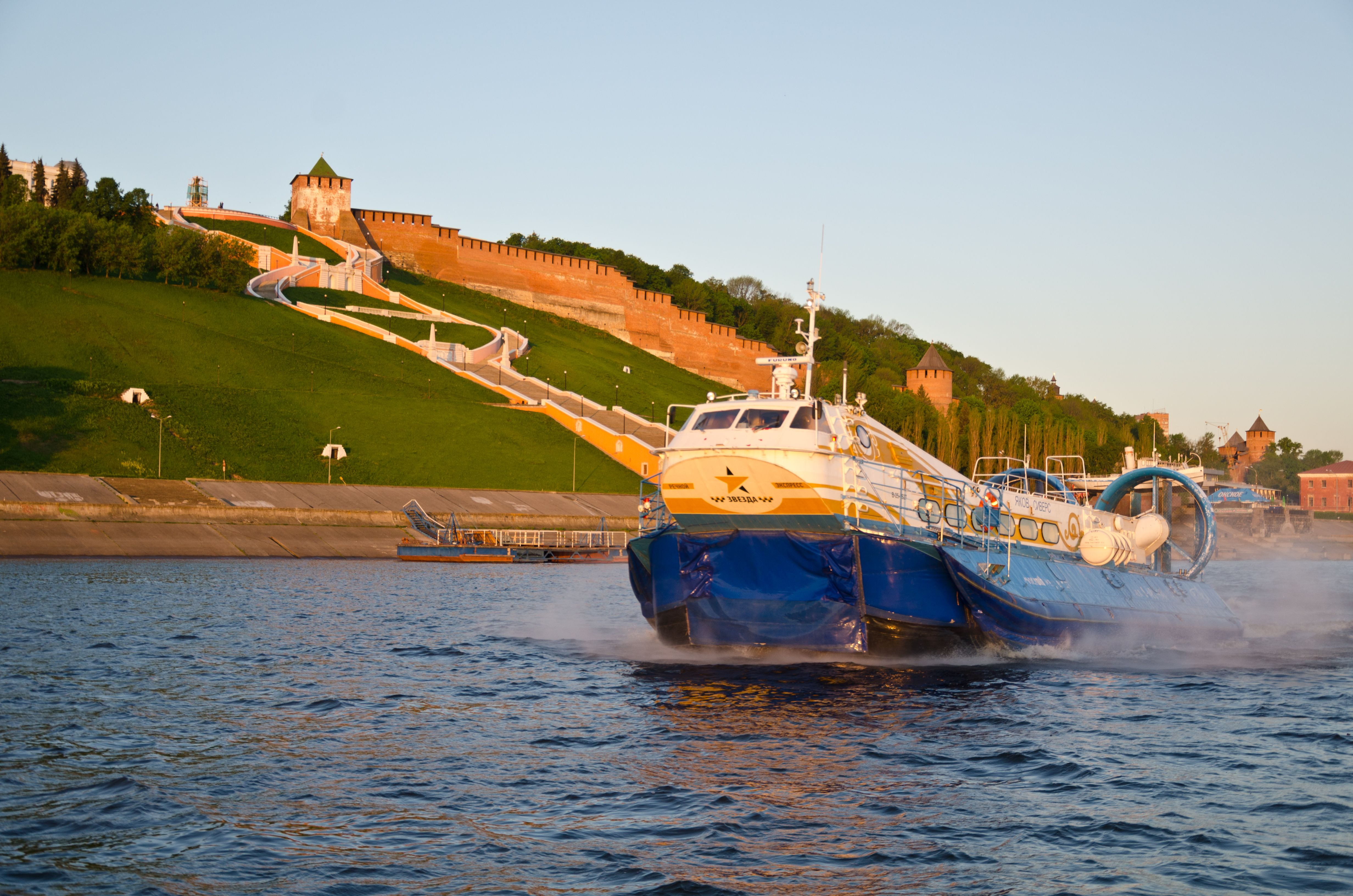
СВП А48 летом на фоне нижегородского Кремля
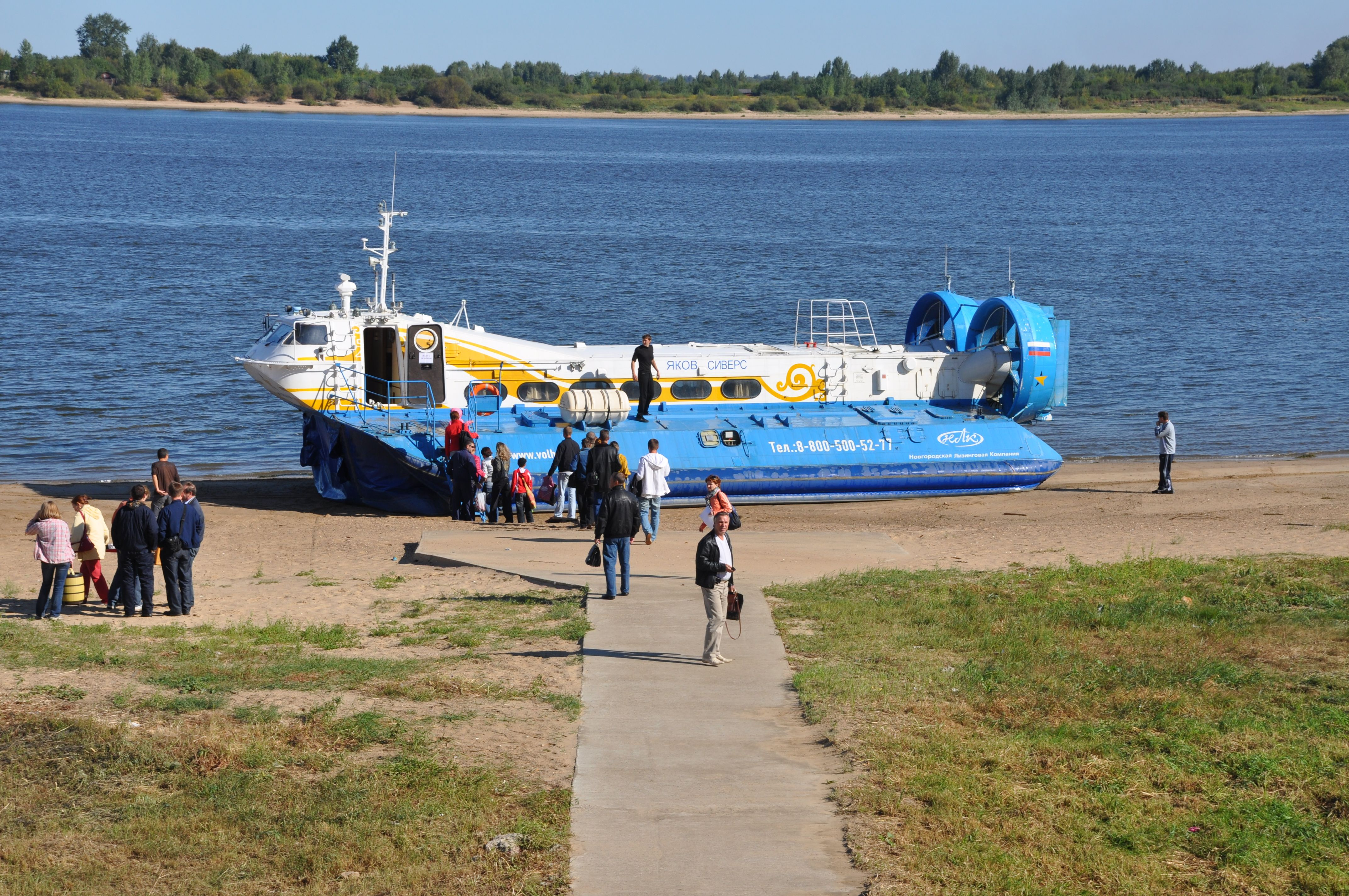
СВП А48 с пассажирами
- Работа зимой на льду